# Plastoferrite
La plastoferrite è un materiale versatile composto dal 90% di ferrite di bario o di stronzio e il restante 10% di leganti termoplastici.
La plastoferrite è un materiale inerte e flessibile, può essere isotropo o anisotropo e, a seconda dell'utilizzo finale, viene magnetizzato. 
Il suo peso specifico è pari a 3,6 g/cm3. 
Possiede flessibilità e resistenza agli agenti atmosferici di alto grado, data la sua componente termoplastica.

## Produzione
Con la calandra si ottengono dei fogli di spessore che variano da 0,3 a 10 mm. Facilmente adattabili per rispondere a qualsiasi esigenza, possono essere tagliati o fustellati per ricavare cerchi, quadrati, corone circolari, strisce che variano da 2 mm a 750 mm o qualsiasi altra forma richiesta. 
I fogli calandrati possono, inoltre, essere accoppiati con biadesivo, PVC bianco o colorato su uno o entrambi i lati, con carta, tessuto o sughero e possono essere serigrafati.
Con l'estrusore, si realizzano dei profili di qualsiasi tipo di sezione, per esempio quadrati, rettangolari, ovali, rotondi, ad "H", a "T", a "C" e sono confezionati in rotoli di lunghezza standard di 25, 50, 100 metri, o tagliati a misura su specifica richiesta del committente.

### Magnetizzazione
La plastoferrite viene magnetizzata in diversi modi, tra i quali:
- assiale
- bipolare
- multipolare (passo polare 1,5 – 4 – 5 – 7 mm)

## Comportamento rispetto alle temperature di lavoro
- Non subisce variazioni di flessibilità fino a 30 °C.
- Da 30 °C fino a 120 °C perde il 2% circa per ogni 10 °C di variazione. Dette perdite di flessibilità sono completamente reversibili.
- Oltre i 100 °C si avrà una perdita di flessibilità irreversibile.
- A 209 °C comincia a fumare.
- A 270 °C brucia.

## Utilizzi
Assolutamente atossica anche se ingerita, la plastoferrite di stronzio risponde alla norma UNI EN 71 sulla sicurezza dei giocattoli e trova grande applicazione in questo settore.
La plastoferrite garantisce una resa insuperabile in tutti i casi in cui si debba ottenere una perfetta coibentazione all'aria, al vapore, al rumore ed al calore, come nei serramenti in alluminio, nelle ante dei box doccia, nelle porte delle saune, delle docce solari ed in tutte le altre chiusure ermetiche senza congegni meccanici.
Altre applicazioni sono riscontrabili nei pulsanti dei telecomandi, nei tasti dei cellulari, nei fine corsa degli ascensori, nei telai di uso fotografico, nelle guarnizioni dei prodotti di giardinaggio, nelle chiusure delle ante scorrevoli delle zanzariere.
Con l'aiuto di una sottile lamina di ferro si ottengono piastre con una forte attrazione, le stesse utilizzate alla base dei porta-sci o delle lampade di emergenza che si vedono sul tetto delle vetture.
Un'altra applicazione molto nota è la barra porta-coltelli o portautensili.